# زفاف على كوكب "سكواتش"
زفاف على كوكب «سكواتش» (بالإنجليزية: The Wedding Squanchers) هي الحلقة العاشرة والأخيرة من الموسم الثاني من المسلسل الكوميدي التلفزيوني الرسوم المتحركة الأمريكي ريك ومورتي، والحلقة الحادية والعشرون الإجمالية من المسلسل. كتبه توم كوفمان وأخرجه ويس ارتشر، تم بث الحلقة لأول مرة على أدلت سويم في الولايات المتحدة في 4 تشرين الأول 2015.

## الحبكة
بعد أن يتلقى ريك دعوة زفاف من بيردبيرسون من خلال تسليم طرد بين المجرات، يتم إرسال جيري بطريق الخطأ بنفس الخدمة إلى وجهة الزفاف. من أجل استعادة جيري، يضطر ريك لحضور حفل زفاف صديقه المقرب على الكوكب سكواتش البعيد، مع بقية أفراد العائلة، على الرغم من اعتراضاته. خلال حفل الاستقبال، كشفت عروس بيردبيرد تامي غيترمان أنها عميلة لاتحاد المجرات. تقتل تامي بيردبورد ولديها العديد من العملاء يهاجمون ضيوف حفل الزفاف. ريك قادر على الهروب مع أسرته بأمان، لكنهم غير قادرين على العودة إلى الأرض، حيث سيبحث الاتحاد عنهم هناك. بعد زيارة كوكب يدور حول شمس صراخ لا نهاية لها وكوكب حيث كل الحياة «على قطعة ذرة», تختبئ العائلة على كوكب صغير جداً خارج نطاق الاتحاد.
بينما يغادر ريك لاستكشاف الكوكب، يقترح جيري لبقية أفراد العائلة أنه يجب عليهم العودة إلى الأرض وتسليم ريك، مشيراً إلى أنانية ريك. ومع ذلك، يدافع باقي أفراد الأسرة عن ريك، قائلين إنهم يريدون البقاء معه بسبب حبهم غير المشروط له كأحد أفراد الأسرة. يسمع ريك كل هذا من تحت أرضية منزلهم. بعد إقناع مورتي بأنه سيغادر لشراء الآيس كريم، يترك ريك الكوكب، ويتصل الاتحاد، ويوافق على التخلي عن نفسه مقابل حرية عائلته. ينقذ الاتحاد الأسرة ويعودون إلى الأرض، التي انضمت الآن إلى الاتحاد وتعج بالسياح الأجانب. بعد إخباره في مناسبات عديدة بالحصول على وظيفة، تم تكليف جيري أخيراً بوظيفة من قبل الاتحاد عند عودته إلى الأرض.
تم القبض على ريك من قبل الاتحاد ونقله إلى سجن الكوكب، وبتهمة ارتكاب «كل شيء», يبدو أن ريك مسجون إلى أجل غير مسمى.
في مشهد ما بعد انتهاء الحلقة، أنهى السيد بوبيبوثول مشاهدة الحلقة وسأل الجمهور عما يعتقدون أنه سيحدث في الموسم الثالث. لقد قام بمضايقة عامل توصيل البيتزا بنفس السؤال، وذكر أن الموسم الثالث سيأتي بعد عام ونصف. أو لفترة أطول.

## الموسيقى
ذروة الحلقة تتميز بأغنية "Hurt" لفرقة الروك البديلة ناين إنش نايلز.

## الاستقبال
تلقت حلقة «زفاف على كوكب» سكواتش"" استحسان النقاد من نقاد التلفزيون. زاك هاندلين، مراجعة للحلقة على موقع إيه. في. كلوب، كتب أن الحلقة «كانت مرحة، بالإضافة إلى كونها، في النهاية، ثقيلة جداً حقاً», ووصف نهايتها بأنها «خاتمة رائعة - حيث يقدم كلاهما الكثير من إمكانيات القصة للمواسم المقبلة، بينما لا يزال يخدم كخاتمة مناسبة للسنة الثانية الممتازة للبرنامج». في مراجعة للحلقة، كتب كاتب آي جي إن جيسي شيددين أن «هذا العرض يعرف حقًا كيف يؤثر على المعجبين في المشاعر، ونادراً ما نجح بشكل جيد في هذا الصدد». أعطى جو مطر من دن أوف جيك الحلقة ثلاثة من أصل خمسة نجوم, واصفاً إياها بأنها «مأساوية بشكل صحيح» لكنه أشار إلى «أعتقد أيضًا أن الطريق هنا كان يمكن أن يكون لها معنى أكبر بكثير.»
في عام 2019, وصف Corey Plante من Inverse الحلقة بأنها «نقطة تحول مهمة للمسلسل», مشيراً إلى انتهاء الحلقة على أنها «مدمرة» وأكد أن الحلقة والفجوة التي أعقبت ذلك كانت مسؤولة جزئياً عن تزايد شعبية البرنامج.

## وصلات خارجية
- زفاف على كوكب "سكواتش" على قاعدة بيانات الأفلام على الإنترنت

تصنيف:حلقات ريك ومورتي